# سيرهي زايتسيف
سيرهي زايتسيف (بالأوكرانية: Зайцев Сергій Іларіонович)‏ هو لاعب كرة قدم ومدرب كرة قدم أوكراني في مركز الدفاع، ولد في 13 أبريل 1974 في زاباروجيا في أوكرانيا. لعب مع إف كي أتيراو وبوغون شتشين وميتالوره زابورجيا ونادي إيرتيش بافلودار ونادي ترنتشين ونادي زاريا بالتي ونادي كوشيتسه ونادي ميتاليست خاركيف.

## وصلات خارجية
- سيرهي زايتسيف على موقع اتحاد أوكرانيا (الإنجليزية)
- سيرهي زايتسيف على موقع قاعدة بيانات كرة القدم.إي يو (الإنجليزية)